# فرانسیشکو والاداس
فرانسیشکو والاداس (پرتغالی: Francisco Valadas؛ زادهٔ ۲ ژانویه ۱۹۰۶) سوارکار اهل پرتغال است.
وی در مسابقات کشوری و بین‌المللی در مجموع برندهٔ ۱ مدال برنز شده‌است.